# Кибивот, Виола
Виола Джелагат Кибивот — кенийская бегунья на средние дистанции, которая специализируется на дистанции 1500 метров. Многократная победительница и призёрка чемпионатов мира по кроссу в группе юниоров. Чемпионка мира среди юниоров 2002 года. На чемпионате мира 2007 года заняла 5-е место. Приняла участие на Олимпиаде в Пекине, но не смогла пройти дальше предварительных забегов. Серебряная призёрка чемпионата Африки по кроссу 2011 года.
На Олимпиаде в Лондоне заняла 6-е место на дистанции 5000 с результатом 15.11,59.

## Личные рекорды
- 1500 метров — 3.59,25
- 3000 метров — 8:40.14
- 5000 метров — 14.34,86